# Denemarken op de Paralympische Winterspelen 2018
Denemarken was een van de landen die deelnam aan de Paralympische Winterspelen 2018 in Pyeongchang, Zuid-Korea.

## Deelnemers en resultaten
(m) = mannen, (v) = vrouwen 

### Snowboarden
| Paralympiër      | Onderdeel                  | Resultaat | Prestatie |
| ---------------- | -------------------------- | --------- | --------- |
| Daniel Jorgensen | Snowboardcross, SB-LL1 (m) | 8e        | 1:11.76   |
| Daniel Jorgensen | Slalom, SB-LL1 (m)         | 9e        | 1:07.24   |

Andorra · Argentinië · Armenië · Australië · België · Bosnië en Herzegovina · Brazilië · Bulgarije · Canada · Chili · China · Denemarken · Duitsland · Finland · Frankrijk · Georgië · Griekenland · Groot-Brittannië · Hongarije · IJsland · Iran · Italië · Japan · Kazachstan · Kroatië · Mexico · Mongolië · Nederland · Nieuw-Zeeland · Noord-Korea · Noorwegen · Oekraïne · Oezbekistan · Oostenrijk · Polen · Roemenië · Servië · Slovenië · Slowakije · Spanje · Tadzjikistan · Tsjechië · Turkije · Verenigde Staten · Wit-Rusland · Zuid-Korea · Zweden · Zwitserland
Neutrale paralympische atleten